# Dragonera
Dragonera è un isolotto appartenente all'arcipelago delle Isole Baleari, Spagna.

## Geografia
Si trova a ovest dell'isola di Maiorca ed è uno spazio naturale protetto. Si pensa che il nome derivi dal latino Traco-traconis che significa "solco nella terra, fessura, passi sotterranei", in riferimento alla fenditura di acqua dolce in una grotta dell'isola. È lunga 3.200 m e larga 500, con un rilievo molto scosceso e irregolare che provoca l'apparizione di diverse protuberanze le quali raggiungono la massima altezza nel picco chiamato Na Popia, a 360 metri di altitudine. Nella vetta si trovava un faro, oggi in rovina. Le località più vicine sono Sant Elm e Port d'Andratx, dove si sono stabiliti centri di subacquea che hanno aumentato il flusso di turisti nel periodo estivo.

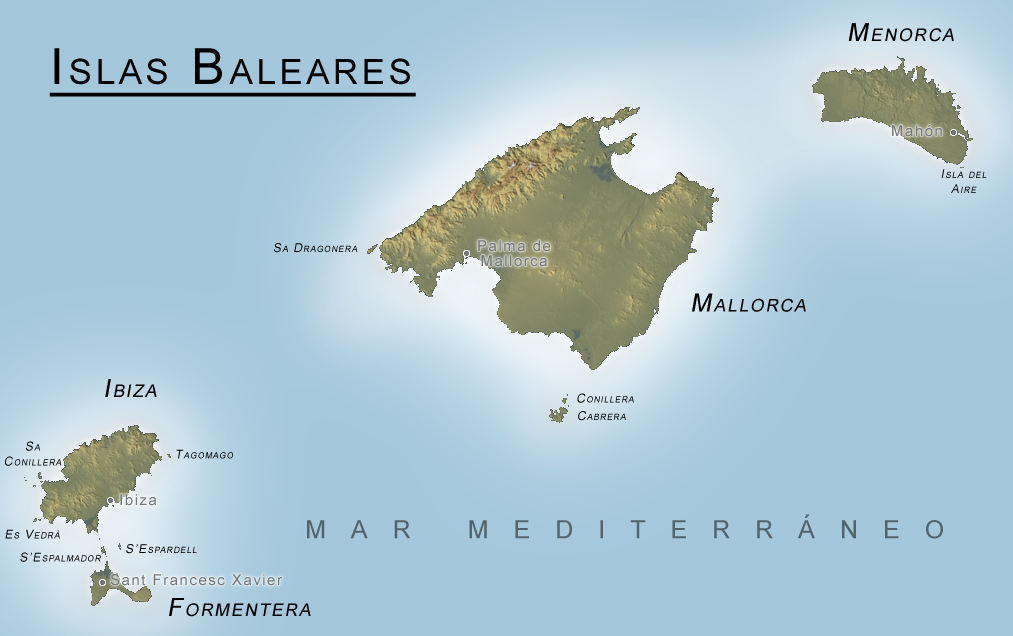
Mappa delle Isole Baleari; Dragonera è a ovest di Maiorca.

## Storia
Agli inizi degli anni settanta esisteva un progetto per edificare l'isola, con abitazioni di lusso, un hotel, un porto e un casinò. Le proteste degli ecologisti, che bloccarono in diverse occasioni l'inizio dei lavori, a seguito di un lungo processo giuridico, finirono con l'annullare il progetto. Nel 1987 il Consejo Insular de Mallorca (l'istituzione autogovernativa dell'isola di Maiorca) acquistò l'isolotto e, con un decreto del 26 gennaio 1995, il Governo delle Isole Baleari (entità detentrice del potere esecutivo nelle Baleari) diede la sua protezione a Dragonera e ai piccoli isolotti vicini, Pantaleu e Isla Mediana, dichiarando tali isole parco naturale.

## Infrastrutture
L'unica via d'accesso a Dragonera è ovviamente via mare da Sant Elm o da Paguera, previo permesso.
L'isola ha un piccolo porticciolo naturale con un embarcadero nella Cala Lladò (piccola spiaggetta). Partendo dall'embarcadero è possibile incamminarsi per visitare l'isola scegliendo fra i 4 tragitti possibili, oppure vagando liberamente.